# 演劇集団キャラメルボックス
演劇集団キャラメルボックス（えんげきしゅうだんキャラメルボックス、theater company caramelbox）は、日本の劇団。2019年までは株式会社ネビュラプロジェクト（Nevula Project Corporation）が運営していた。現在の英名は「theater company caramelbox」だが結成当初は「playing team caramelbox」だった。"人が人を想う気持ち"をテーマとしている。

## 来歴
1985年（昭和60年）、早稲田大学の演劇サークル「てあとろ'50」出身の成井豊や加藤昌史らが結成した。名称は成井が学生時代に書いた戯曲『キャラメルばらーど』に由来する。結成当初は「社会人劇団」として年2回公演を行い、3年目の1988年（昭和63年）からはプロとして年間3〜4公演を行うようになる。
1991年（平成3年）2月2日 キャラメルボックスの運営母体を「株式会社ネビュラプロジェクト」として法人化。社長に加藤が就任する。
1995年（平成7年）、当時劇団員の上川隆也がNHKドラマ『大地の子』に出演して注目を浴び、観客動員数が増加した。動員数は1990年（平成2年）冬に1万人、1998年（平成10年）夏に4万人を記録したが、2001年（平成13年）頃から劇団所属外の脚本家の作品にシフトしていったことから、ファンの離反を招くことになった。さらに、2008年（平成20年）に発生したリーマン・ショックや上川の退団、2011年に発生した東日本大震災により、観客数が減少したと同時に、2006年1月期に10億1000万円だった売上高が、2008年1月期の年売上高は約7億4800万円に落ち込み、最終赤字を計上、債務超過に転落。2018年1月期には売上高約5億円にまで落ち込むなど採算が悪化。
2012年（平成24年）、CSC（キャラメル・サポーターズ・クラブ）結成20周年。
2015年（平成27年）、劇団結成30周年を迎えた。DMM.comにて公演映像の配信サービスを開始した。その一方で、同時期から給与や退職金の未払いが発生していた。その状況下でも、劇団員はノーギャラで舞台に立ち続けた。
経営改善の見込みが立たないことから、2018年（平成30年）末に脚本を担当していた成井が加藤に対して活動休止を打診。2019年（令和元年）5月31日に、この日をもって活動を休止すると発表。また、同日までにネビュラプロジェクト社が債務整理を弁護士に一任し、自己破産申請の準備に入った。同年6月19日に東京地方裁判所から、キャラメルボックスエンタテインメントとネヴァーランド・アーツの2社と共に破産手続開始決定を受けた。加藤自身も破産手続開始決定を受けた。債権者の内、65人がキャラメルボックスの関係者で、関係者の労働債権総額は、劇団員45名が6318万円、スタッフ20名が1億3461万円となっている。
ネビュラプロジェクトは、破産費用不足のため2019年（令和元年）9月24日に東京地方裁判所から破産手続廃止決定を受け、2019年10月29日に法人格が消滅した。
ネビュラプロジェクトの破産手続開始後における加藤の消息は不明となっていたが、加藤は2020年春にラーメン店グループ「ムタヒロ」の運営会社であるグレートスマイルの広報室長に就任した。成井も2020年（令和2年）1月に新たな活動拠点として「成井硝子店」を立ち上げた。
2021年（令和3年）6月3日、活動の再開を発表し、12月に復活公演として『サンタクロースが歌ってくれた』が上演された。

## 概要

### 脚本・演出
脚本・演出は、劇団創立から成井豊が担当している。1993年（平成5年）から創立メンバーである真柴あずきも脚本を執筆するようになり、後に成井と真柴が協働するのが主流となっていた。海外作品は翻訳のまま使わず、成井と真柴が新たに書き上げた脚本をオリジナルとして上演する。また、成井が宮沢賢治や宮崎駿の影響を受けているため、純粋な悪役はほとんど登場しない。
なお、本公演外では成井と真柴が関わらない作品があった。チャレンジ公演では恩田陸が原作・脚本。新人公演では、他劇団所属の高橋いさを（劇団ショーマ所属）・土田英生（MONO所属）が脚本を担当していた。
このほか、高等学校における文化祭等での上演も多い。劇団側は演劇振興のため、成井原作・原作者側が許可した舞台台本を論創社から出版し、上演許可願制にしていた。

### 音楽
劇中の音楽は、製作総指揮の加藤昌史が選曲していた。初期は洋楽が使用される事が多かったが後にオリジナルサウンドトラックに絞り、ZABADAKや加藤と親交の深い石田ショーキチの楽曲が多く使われていた。the brilliant greenのインディーズ時代の楽曲が使用されたこともあった。1997年の『あなたが地球にいた頃』には、男性フォークデュオ・TWO of USの楽曲「Wish」を採用した経緯から、長井勝による楽曲提供も受けている。
既存曲を多用しながら、SEKAI NO OWARIやandropなどのメジャーからインディーズまで幅広いバンド、様々なミュージシャンの曲を起用していた。
また、公演ごとに自社レーベルでミュージシャン側が収録許可した使用曲は、サウンドトラックとしてCD化、デジタル配信していた。

### 前説
上演中に鳴動する携帯電話の着信音やたまごっちなどによる騒音トラブルが問題化した際、毎回公演前の前説にて製作総指揮の加藤昌史（「前説五郎」と自称）が登場し、爆笑トークを交えながら観劇マナーをアピールした。なお、アピールにあたっては、「携帯の電源を切りましょう」というメッセージをその時々の流行物をパロディにした歌「携帯電話チェックタイムのテーマ」を作成した。後にそれを劇団員が受け継ぎ、ダブルキャストで出演する側でないキャスト達が歌うなど様々に形を変えていった。以降は加藤と新人劇団員が登場して、注意を呼び掛けていた。

### アクション
時代劇の殺陣はフリー殺陣師佐藤雅樹指導のもと、「本当に人を斬ることのできる殺陣」を目指していた。また、アクションクラブの武田浩二が指導する事もある。
時代劇以外の舞台ではOPと劇中にダンスシーンがあり、その多くを川崎悦子が担当していた。また、劇団員の大内厚雄が担当する事もあった。

## 公演作品
主な作品ジャンルは
- 『柿本家サーガシリーズ』『キャンドルは燃えているか』などのSF作品
- 『立川迅助シリーズ』『まつさをな』『TRUTH』などの時代劇作品
- 『ハックルベリーにさよならを』『水平線の歩き方』などの上演時間が通常の半分の『ハーフタイムシアター』と呼ばれる作品
- 『不思議なクリスマスのつくりかた』『サンタクロースが歌ってくれた』などクリスマスを題材にした作品

など。
国内小説だけでなく海外小説原作の作品も増えていた。

### 小説原作作品
- 『嵐になるまで待って』（1993年 - ） - 成井が書いた小説『あたしの嫌いな私の声』が原作。
- 『賢治島探検記』（2002年 - ） - オムニバス形式で宮沢賢治の作品を上演する。再演毎に内容も入れ替わる。
- 『スキップ』（2004年） - 北村薫原作
- 『クロノス・ジョウンターの伝説』シリーズ（2005年 - ） - 梶尾真治原作
- 『雨と夢のあとに』（2006年/2013年） - 柳美里原作
- 『サボテンの花』（2007年） - 宮部みゆき原作
- 『トリツカレ男』（2007年/2012年） - いしいしんじ原作
- 『すべての風景の中にあなたがいます』（2009年） - 梶尾真治原作『未来のおもいで』
- 『光の帝国』（2009年） - 恩田陸原作『常野物語』収録「大きな引き出し」
- 『容疑者Xの献身』（2009年/2012年） - 東野圭吾原作
- 『夏への扉』（2011年） - ロバート・A・ハインライン原作
- 『飛ぶ教室』（2011年） - エーリッヒ・ケストナー原作
- 『流星ワゴン』（2011年） - 重松清原作
- 『無伴奏ソナタ』（2012年/2014年） - オースン・スコット・カード原作『無伴奏ソナタ』収録「無伴奏ソナタ」
- 『アルジャーノンに花束を』（2012年） - ダニエル・キイス原作
- 『キャロリング』（2012年） - 有川浩がキャラメルボックスで上演される事を前提に書いた原作小説。[17]
- 『隠し剣 鬼の爪』『盲目剣谺返し』（2013年） - 藤沢周平原作『隠し剣』シリーズ
- 『ナミヤ雑貨店の奇蹟』（2013年）[18] - 東野圭吾原作
- 『時をかける少女』（2015年） - 筒井康隆原作
- 『ゴールデンスランバー』（2016年） - 伊坂幸太郎原作
- 『スロウハイツの神様』（2017年） - 辻村深月原作
- 『エンジェルボール』（2018年）[19][20] - 飛騨俊吾原作

### 映画原作作品
- 『鍵泥棒のメソッド』（2014年・2017年）[21] - 内田けんじ原作

## 俳優

### 在籍している劇団員
- 真柴あずき（旗揚げメンバー）
- 伊藤ひろみ（旗揚げメンバー）
- 大森美紀子（1985年入団）
- 西川浩幸（1986年入団[22]）
- 石川寛美（1989年入団）
- 坂口理恵（1990年入団）
- 岡田さつき（1991年入団）
- 岡田達也（1992年入団）
- 菅野良一（1993年入団）
- 前田綾（1995年入団）
- 大内厚雄（1995年入団）
- 岡内美喜子（1997年入団）
- 畑中智行（2000年入団）
- 三浦剛（2001年入団）
- 石原善暢（2002年入団）
- 筒井俊作（2002年入団）
- 左東広之（2003年入団）
- 渡邊安理（2004年入団）
- 阿部丈二（2004年入団）
- 多田直人（2004年入団）
- 小林千恵（2005年入団）
- 小多田直樹（2005年入団）
- 鍛治本大樹（2007年入団）
- 林貴子（2009年入団）
- 森めぐみ（2009年入団）
- 原田樹里（2009年入団）
- 小林春世（2011年入団）
- 木村玲衣（2013年入団）
- 関根翔太（2013年入団）
- 金城あさみ（2014年入団）
- 石森美咲（2015年入団）
- 島野知也（2017年入団）
- 矢野聖（2017年入団）
- 生田麻里菜（2018年入団）
- 山本沙羅（2018年入団）
- 田中のぶと（2022年入団）
- 早海亜衣理（2022年入団）
- 中尾彩絵（2022年入団）

#### 退団した元劇団員
- 上川隆也[23]（2009年退団）
- 津田匠子（現在は賢プロダクションに所属。2005年退団）
- 近江谷太朗（2002年退団）
- 明樹由佳
- 中村亮子（現在はオフィスケイアールに所属）
- 成瀬優和（現在はワイケーエージェントに所属）
- 町田久美子（劇団初期の看板女優。結婚とともに引退）
- 成瀬さとみ（町田同様劇団初期の看板俳優。1992年（平成4年）に退団）
- 佐藤仁志（2003年退団）
- 小川江利子（2005年退団）
- 藤岡宏美
- 細見大輔（現在はヘリンボーンに所属。2009年退団）
- 井上麻美子
- 鈴木秀明
- 笹川亜矢奈
- 中村恵子（旗揚げメンバー）
- 篠田剛
- 山﨑雄也
- 竹鼻優太
- 元木諒
- 山根翼
- 石川彩織
- 実川貴美子
- 温井摩耶
- 大滝真実（2022年退団）

## 観劇活動

### CSC・COC
CSC（キャラメル・サポターズ・クラブ）は、観客がサッカーのサポーターの様に劇団を応援するキャラメルボックスの会員制度であった。1993年7月に結成され、10年毎に記念公演を上演していた。
会員特典としては、チケット先行販売、公式ハンドブック割引、会報誌『ハテナ気象台』、オリジナルグッズ頒布、当日券後日入場の約半額料金のサポータズ・スタンバイ、次年度分限定発売されるチケット・グッズ購入可能クーポン券のトライアスロンパスが頒布されていた。ネビュラプロジェクトが主宰する組織であったため、ネビュラプロジェクトの破産手続開始と同時に閉会した。
COC（キャラメルボックス・オーナーズ・クラブ）は、出資により権利を得るキャラメルボックスの賛助会員や個人スポンサー制度。2015年5月に開設が発表され、同年10月1日〜翌年大晦日まで有効とされる。2016年度の年間観客動員数が予定ステージ数×劇場収容数の75%を超えた場合、申込口数に応じたキャラメルボックス商品券等が獲得できるようである。
また、主な権利としては現状と最新情報のメール報告、ファンサービスの提案と劇団総指揮からの回答、劇作に関する提案と劇団代表からの回答が得られるようである。大口では、ゲネプロ見学や劇団主催イベントの優先参加等の追加権利を得られた。

### 宣伝、販売活動
ホームページ、ブログ、キャラメランド（SNS）、ビデオ・DVD、本、TV（後述のCaramelboxTVや、他にはNHKで配信されたことがある）などのメディアを使い、観客とのつながりを大切にしていた。また、2012年末に携帯サイトがスマートフォン対応になり、2014年に配信終了した。動画コンテンツは、ニコ動チャンネル「キャラメルボックスチャンネル」に移行されている。
グッズについては、当初はキャラメルボックスが直接販売していたが2013年より一部ネット販売店で取り扱っていた。また、DVDは販売中止後にオンデマンドDVDにて再版を開始している。
このほか、キャラメルボックス・アンバサダー制度は、「キャラメルボックスや演劇の楽しさを広めたいと思っている、18歳以上の人」の応募によるアンバサダー（親善大使）広報活動であった

### CaramelboxPV
動画サイト・YouTubeおよび電話音声配信されるチケットインフォメーションであった。劇団及び会社主催の公演チケット残席、劇団員の客演情報を紹介していた。動画には、出演者のトークが収録されている。左東広之が司会し、製作部メンバーが交代でアシスタンスしていた。2015年07月30日号にて最終回を迎えたが、動画サイトでは過去回が視聴可能である。

### CaramelboxTV（2018年5月終了）
キャラメルボックスのレギュラー番組で、当初はシアター・テレビジョンによって上演作品から毎月2本放送していたが、2009年（平成21年）4月30日をもって放送終了。
また、TOKYO MXでも毎月1本放送していたが、同年9月をもって放送を終了している。
その後11月より、「インターローカルTV」に放送が移っている。
2010年（平成22年）10月からは、「ホームドラマチャンネル」内の「インターローカルアワー」にて無料放送していたが、ホームドラマチャンネル内のインターローカルアワーの番組編成が2018年6月から変更となり、2018年5月27日（回数では#114）をもって放送を終了した。
番組は筒井俊作が司会し、アシスタントを若手劇団員が交代で務め、公演情報、当日放送される2本の演目のエピソードを紹介する内容であった。